# Meterginus latesulfureus
Meterginus latesulfureus is een hooiwagen uit de familie Cosmetidae.